# Armée impériale du Mandchoukouo
Pour les articles homonymes, voir Armée impériale.
L'armée impériale du Mandchoukouo (en chinois : 満州帝国軍, pinyin : Mǎnzhōu Dìguó Jūn Manchukuo) est la force terrestre de l'empire du Mandchoukouo, contrôlé par le Japon, active de 1932 à 1945. Armée considérée comme illégitime et imposée par nombre de Chinois, elle est victime de nombreuses désertions et révoltes de ses troupes.

## Histoire

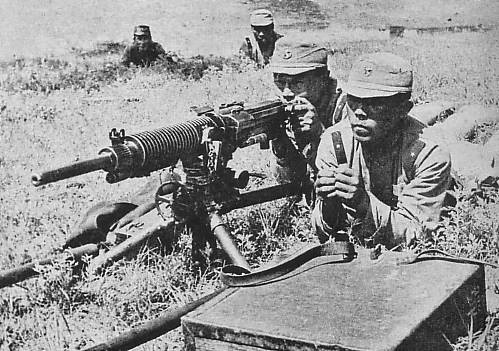
Exercise militaire de l'armée impériale du Mandchoukouo

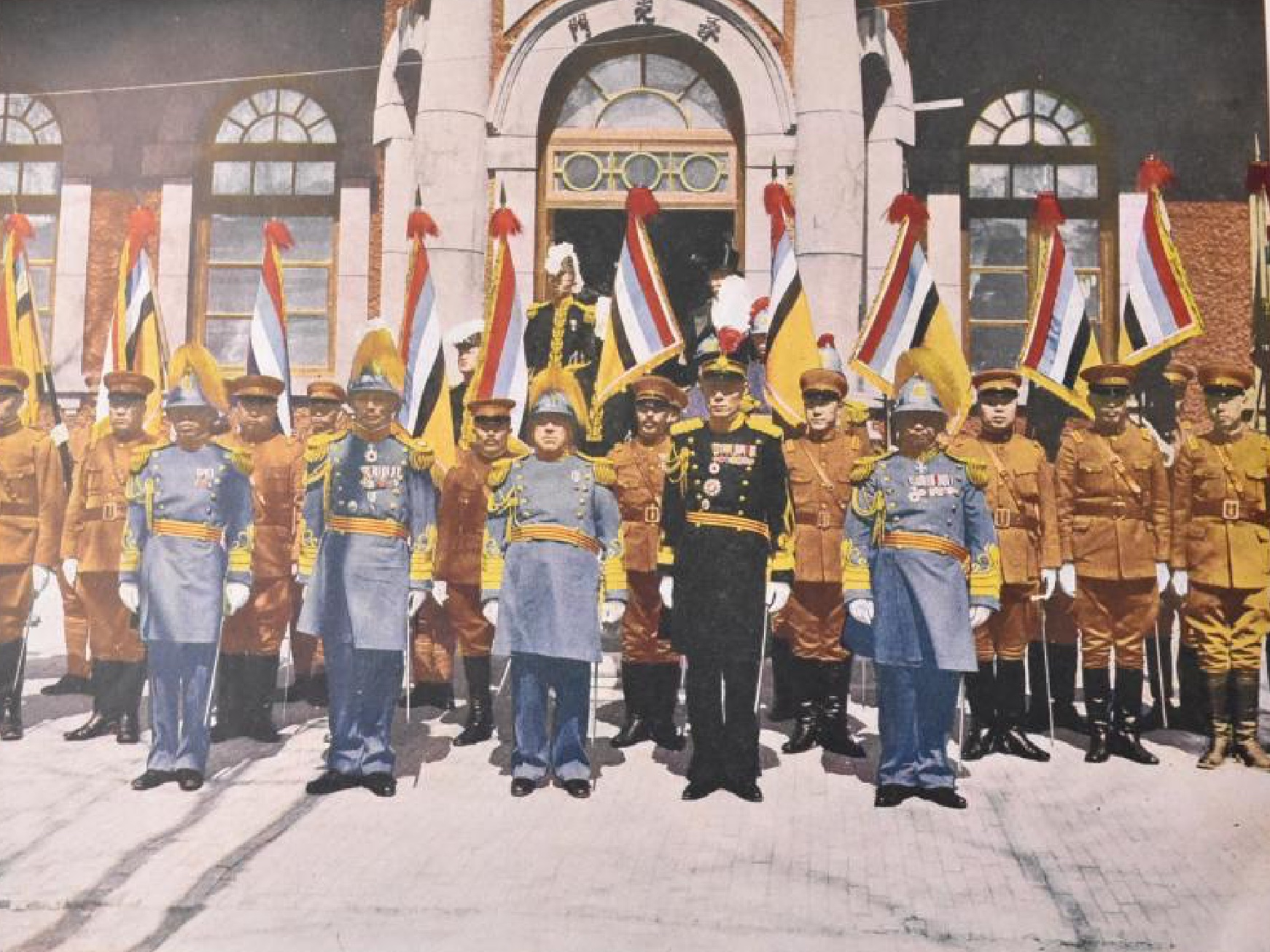
Généraux de l'armée.

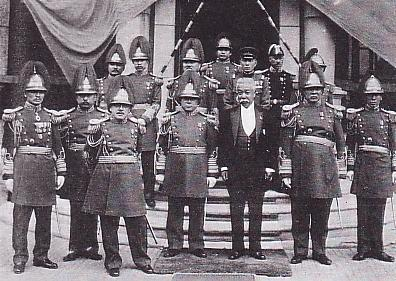
Officiers de l'armée

Après l'incident de Mukden, l'armée impériale japonaise hérite d'environ 60 000 soldats chinois de l'armée du Nord-Est du général Zhang Xueliang, forte de 160 000 hommes, qui ont fait défection avec leurs commandants. De plus, d'autres troupes chinoises avaient été capturées et internées par les Japonais lors de leur rapide invasion de la Mandchourie le long des voies ferrées, dont :
- L'armée du Jilin du général Xi Qia.
- L'armée de remise en état de Hsinking du général Zhang Haipeng.
- Le district spécial de Harbin du général Zhang Jinghui.

L'armée impériale du Mandchoukouo est formée à partir de ces forces collaborationnistes chinoises après la création de l'État du Mandchoukouo en mars 1932. Elle est initialement armée par l'équipement et les arsenaux de l'armée du Nord-Est. Comme beaucoup de ces hommes sont des recrues inexpérimentées ou des forces irrégulières, et que beaucoup sont dépendants à l'opium, elle ne forme pas alors une force armée très efficace. En outre, comme beaucoup ne sont que de simples mercenaires désirant seulement combattre pour le camp qui paye le plus, leur fiabilité, si ce n'est leur loyauté, est plus que discutable.
En août 1932, une unité de 2 000 hommes déserte sa garnison de Wukimiho, en emportant les armes, et part rejoindre les armées de volontaires anti-japonaises. De même, le 7e de cavalerie se révolte durant la même période. Selon l'un des officiers japonais les plus gradés, la principale origine de l'armement servant à combattre les Japonais et les forces du Mandchoukouo vient de l'armée du Mandchoukouo elle-même, et il y a de nombreux cas où les troupes du Mandchoukouo vont combattre uniquement pour déserter en masse et rejoindre la résistance. La désertion la plus célèbre est celle du général et ancien ministre de la Guerre du Mandchoukouo, Ma Zhanshan, en avril 1932 dans le Heilongjiang avec plusieurs milliers d'hommes et de nombreuses pièces d'artillerie.
Durant ses premières années, l'armée impériale du Mandchoukouo est organisée en sept armées provinciales (une pour chaque province), pour un total de 111 000 hommes. Une brigade de cavalerie est créée pour fournir de garnison à la capitale Hsinking, et la garde impériale du Mandchoukouo est créée en février 1933 à partir d'hommes d'ethnie mandchoue car cette unité est destinée à protéger l'empereur Puyi en personne et ses hauts officiers.
En 1934, de nouvelles règles statuent que seuls les officiers ayant été entrainés dans les écoles approuvées par le gouvernement du Mandchoukouo ont la permission de servir dans l'armée impériale du Mandchoukouo. Cela fait partie d'une stratégie pour purger les anciens de l'armée du Nord-Est, considérés comme peu fiables, et améliorer les standards et la formation de l'armée tout entière. C'est également une première étape dans la tentative de mettre fin à la tradition des seigneurs de guerre, c'est-à-dire que les généraux à la tête des armées provinciales voient dans leur zone de commandement un fief privé destiné uniquement à leur enrichissement personnel.
En 1938, des académies militaires sont ouvertes à Mukden et Hsinking.

## Uniformes

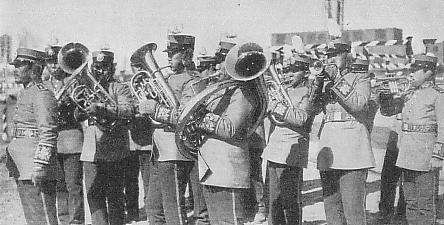
Orchestre de l'armée du Mandchoukouo.

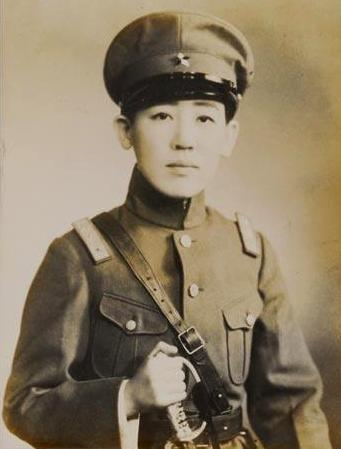
La combattante et espionne Yoshiko Kawashima en uniforme de général.

À ses débuts, l'armée impériale du Mandchoukouo a un grave problème d'uniformes car ceux-ci ne se différencient pas de celui des forces anti-japonaises et des bandits et ne se distinguant de leurs adversaires que par le port d'un brassard jaune et d'une étoile à cinq branches - reprenant les couleurs du drapeau de la république - sur les coiffures.
Ce souci est rectifié en 1934, avec de nouveaux uniformes inspirés de ceux de l'armée japonaise, avec un code de couleur sur leurs cols : noir pour la police militaire, rouge pour l'infanterie, vert pour la cavalerie, jaune pour l'artillerie, marron pour le génie, et bleu pour le transport.
En 1939, elle adopta un nouvel uniforme kaki similaire à celui de l'armée japonaise avec un système de grades particuliers au col des vestes. Quelques casques japonais furent distribués mais la coiffure sera en général le képi ou la casquette de toile de coton.

## Armes
L'armée impériale du Mandchoukouo hérite à sa création d'un agglomérat d'armes venant des anciens arsenaux du Kuomintang, ce qui créé d'énormes problèmes de maintenance et d'approvisionnement. Par exemple, il y avait 26 types de fusils et plus de 20 types de pistolets en utilisation en 1932.
La priorité est faite d'unifier l'armement autour du fusil Arisaka Type 38 comme standard, en plus de la mitrailleuse lourde Type 3 (en) et de la mitrailleuse légère Type 11. Les unités d'artillerie sont également équipées du canon de campagne Type 38 (en) et du canon de montagne Type 41.
En 1935, 50 000 carabines Type 38 sont importées du Japon et les mitrailleuses sont remplacées deux ou trois ans plus tard. Au début de la guerre du Pacifique, l'armement de l'armée impériale du Mandchoukouo est pratiquement identique à celui de l'armée japonaise. Des pistolets Mauser sont utilisés par les soldats et des Browning GP et des Colt M1911 par les officiers.
Un arsenal militaire est créé au Fengtian pour produire des fusils, des mitrailleuses et de l'artillerie. Les munitions et les armes de petit calibre sont commandées à des usines privées du Mandchoukouo.

### Armes de l'infanterie
Liste des armes standard de l'infanterie en usage dans l'armée impériale du Mandchoukouo :
- Pistolet Mauser Type 1
- Pistolet Mauser Type 2 or 3Pistol
- Browning GP
- Colt M1911
- Fusil Arisaka Type 38
- Fusil Arisaka Type 99
- Carabine Type 38
- Fusil Mauser Modèle 13
- Mitrailleuse légère Type 11
- ZB-26
- Fusil mitrailleur Type 96
- Mitrailleuse lourde Type 3 (en)
- Mitrailleuse lourde Type 93

### Artillerie
- Canon de campagne Type 38 (en)
- Canon de montagne Type 41
- Canon de campagne Krupp
- Mortiers chinois de calibre 7 cm
- Canons de campagne chinois de 75 mm
- Grenade à main (type bâton)
- Lance-grenades Type 10 50 mm

### Véhicules blindés
Après avoir subi les unités blindées soviétiques à la Bataille de Khalkhin Gol, entre autres, il est surprenant que plus d'initiatives n'aient pas été prises dans le développement de véhicules blindé par les Japonais et les forces du Mandchoukouo. Ces-dernières disposaient de plusieurs automitrailleuses construites par Isuzu du Type 93 Sumida et modifiées par la compagnie d'automobiles Dōwa au Mandchoukouo. À partir de 1943, quelque dix petites chenillettes (Type 94 Te-Ke) furent transférées des forces japonaises à l'armée du Mandchoukouo pour former une brigade blindée. Durant la guerre, une version mandchoue du char léger Type 95 Ha-Go est utilisée dans les centres de formation, mais n'est pas déployée sur le terrain.

## Division

### En 1932

Armoiries du Mandchoukouo

Liste des divisions de l'armée impériale du Mandchoukouo à ses débuts (elle compte 111 044 hommes) :
- Armée du Fengtian (20 541 hommes)
  - Quartier-général (678)
  - Unité de formation (2 718)
  - 1re brigade mixte (2 467)
  - 2e brigade mixte (2 104)
  - 3e brigade mixte (2 467)
  - 4e brigade mixte (1 755)
  - 5e brigade mixte (1 291)
  - 6e brigade mixte (2 238)
  - 7e brigade mixte (2 014)
  - 1re brigade de cavalerie (1 098)
  - 2e brigade de cavalerie (1 625)
- Armée du Jilin - Général Xi Qia (34 287 hommes)
  - Quartier-général (1 447)
  - 2e unité de formation (2 718)
  - Détachement d'infanterie (1 163)
  - Détachement de cavalerie (1 295)
  - 1re brigade d'infanterie (2 301)
  - 2e brigade d'infanterie (2 343)
  - 3e brigade d'infanterie (2 496)
  - 4e brigade d'infanterie (3 548)
  - 5e brigade d'infanterie (3 244)
  - 7e brigade d'infanterie (2 343)
  - 8e brigade d'infanterie (2 301)
  - 1re brigade de cavalerie (1 867)
  - 2e brigade de cavalerie (1 598)
  - 3e brigade de cavalerie (1 598)
  - 4e brigade de cavalerie (2 037)
  - Unité de Yilan (706)
- Garde ferroviaire du Jilin
  - Quartier-général (151)
  - Unité de Sanrin (1 452)
- Flotte de défense fluviale (640 hommes)
- Armée du Heilongjiang - Ma Zhanshan (25 162 hommes)
  - Quartier-général (1 016)
  - 3e unité de formation (2 718)
  - 1re brigade mixte (3 085)
  - 2e brigade mixte (3 085)
  - 3e brigade mixte (3 085)
  - 4e brigade mixte (3 085)
  - 5e brigade mixte (1 934)
  - 1re brigade de cavalerie (2 244)
  - 2e brigade de cavalerie (2 244)
  - 3e brigade de cavalerie (2 666)
- Armée de Hsingan (4 374)
  - Garnison du sud Hsingan (1 682)
    - 3e et 4e régiments de cavalerie

  - Garnison de l'est Hsingan (1 818)
    - 5e et 6e régiments de cavalerie

  - Garnison du nord de Hsingan (874)
    - 7e et 8e régiments de cavalerie
- Armée de Taoliao - Zhang Haipeng (17 945 hommes)

### Réorganisation de 1934
En août 1934, l'armée impériale du Mandchoukouo est réorganisée en cinq armées de district, chacun divisés en deux ou trois zones. Chaque zone a une ou deux brigades mixtes assignées, ainsi qu'une unité de formation. Les brigades mixtes sont formées d'un ou deux régiments, d'un régiment de cavalerie et d'une compagnie d'artillerie ou de mortiers, pour une force de 2 414 hommes et 817 chevaux (dans deux unités d'infanterie) ou 1 515 hommes et 700 chevaux (dans une seule unité d'infanterie). Les brigades de cavalerie sont formées de trois régiments de cavalerie et d'une compagnie d'artillerie ou de mortiers, pour une force de 1 500 hommes et 1 500 chevaux.
L'effectif total de l'armée impériale du Mandchoukouo à ce moment est de 72 329 hommes. La nouvelle organisation se fait ainsi :
- 1re armée de district « Fengtian » - Général Yu Chih-shan (12 321 hommes)
  - 6 brigades mixtes
- 2e armée de district « Kirin » - Général Chi Hsing (13 185 hommes)
  - 4 brigades mixtes, 3 brigades de cavalerie
- 3e armée de district « Qiqihar » - Général Chang Wen-tao (13 938 hommes)
  - 5 brigades mixtes, 1 brigade de cavalerie
- 4e armée de district « Harbin » - Général Yu Cheng-shen (17 827 hommes)
  - 8 brigades mixtes, 1 brigade de cavalerie
- 5e armée de district « Chengde » - Général Zhang Haipeng (9 294 hommes)
  - 3 brigades mixtes, 1 brigade de cavalerie
- Unités indépendantes :
  - Armée de l'est Hingganling
  - Armée de l'ouest Hingganling
  - Armée du nord Hingganling
  - Armée du sud Hingganling
  - Armée de Seian
  - 1re brigade de cavalerie de Xingjing
  - Flotte fluviale

### Organisation de 1944
En 1944, les effectifs de l'armée impériale du Mandchoukouo sont montés à plus de 200 000 hommes d'après les services de renseignements soviétiques, qui rapportent que l'armée est composée des unités suivantes :
- 1re division (trois régiments d'infanterie, un régiment d'artillerie)
- 1re brigade de garde (deux régiments d'infanterie of deux bataillons, une compagnie de mortiers)
- 1re division de cavalerie (deux brigades de cavalerie, un bataillon d'artillerie montée)
- 10 brigades d'infanterie (deux régiments d'infanterie of deux bataillons, une compagnie de mortiers)
- six brigades de cavalerie (deux régiments de cavalerie, une batterie d'artillerie montée)
- 21 brigades mixtes (un régiment d'infanterie, un régiment de cavalerie, une batterie d'artillerie de montagne)
- deux brigades indépendantes
- sept régiments de cavalerie indépendants
- 11 unités d'artillerie (une par district)
- cinq régiments anti-aérien

### Organisation de 1945
L'armée du Mandchoukouo en 1945 :
- huit divisions d'infanterie
- sept divisions de cavalerie
- 14 brigades d'infanterie et de cavalerie

## Grades de l'Armée impériale du Mandchoukouo
|                            | Grade                        | Patte |
| Empereur 皇帝              | Commandant en chef 總司令    |       |
| Général 将官               | Général d'armée 上将         |       |
| Général 将官               | Général de division 中将     |       |
| Général 将官               | Général de brigade 少将      |       |
| Officiers supérieurs 校官  | Colonel 上校                 |       |
| Officiers supérieurs 校官  | Lieutenant-colonel 中校      |       |
| Officiers supérieurs 校官  | Commandant 少校              |       |
| Officiers subalternes 尉官 | Capitaine 上尉               |       |
| Officiers subalternes 尉官 | Lieutenant 中尉              |       |
| Officiers subalternes 尉官 | Sous-lieutenant 少尉         |       |
| Sous-officier 准士官       | Sous-officier 准尉           |       |
| Sergents 副士官            | Sergent-major 上士           |       |
| Sergents 副士官            | Sergent-chef 中士            |       |
| Sergents 副士官            | Sergent 下士                 |       |
| Sergents 副士官            | Sergent par intérim 下士勤務 |       |
| Soldat 兵                  | Caporal-chef 上等兵          |       |
| Soldat 兵                  | Caporal 一等兵               |       |
| Soldat 兵                  | Soldat 二等兵                |       |